# Biserica de lemn din Valea Seacă, Satu Mare

Biserica de lemn din Valea Seacă, judeţul Satu Mare

Biserica de lemn din Valea Seacă, din satul cu același nume ce aparține de comuna Tarna Mare, județul Satu Mare, cu hramul „Sfinții Arhangheli”, a fost demolată probabil la sfârșitul secolului 19. Ea rămâne cunoscută din izvoare istorice și din o rară fotografie de epocă.

## Istoric
Vechimea bisericii de lemn din Valea Seacă este greu de precizat în lipsa unor date istorice concrete. Ea a fost vizitată în anul 1751 de epicopul Manuel Mihail Olsavszky de la Muncaci. Din descrierea ei de atunci aflăm că era acoperită cu paie și nu se știa de cine fusese sfințită. Avea un antimis de la episcopul de Muncaci Ghenadie Bizanczy (1716-1733). Încuietoarea era de lemn și avea un clopot sfințit de episcop cu ocazia vizitei canonice. În conscripția parohială din anul 1775 biserica de lemn este veche, ridicată de săteni, încă acoperită cu paie: „Eccl[esi]a structura lignea vetus ex solidissimis ... trabibus per parochianos aedificata, stramine tecta ...”.
Nu se cunoaște momentul exact în care vechea biserică de lemn din satul Valea Seacă a fost demolată. Se cunoaște în schimb faptul că în jurul anului 1898 a fost construită noua biserică, de zid.

## Trăsături
Imaginea publicată în monografia școlară a comitatului Ugocea, prezintă o biserică de lemn de dimensiuni medii. Intrarea în biserică se făcea în axul bisericii, pe latura de vest. Prispa ce adăpostea intrarea se sprijinea pe patru stâlpi. Turnul clopotniță era plasat deasupra pronaosului și avea o galerie deschisă. 